# Essoyes
Essoyes ist eine französische Gemeinde mit 711 Einwohnern (Stand 1. Januar 2022) im Département Aube in der Region Grand Est. Sie gehört zum Kanton Bar-sur-Seine und zum Arrondissement Troyes.

## Geografie
Die Gemeinde liegt 50 Kilometer südlich von Troyes am Ufer der Ource, einem Nebenfluss der Seine.

## Geschichte
Das Siedlungsgebiet an den Ufern der Ource ist bereits seit keltischer Zeit bewohnt. Spuren der frühesten Einwohner des Ortes Essoye (so die ursprüngliche Schreibweise) sind für das 11. Jahrhundert belegt. Gegen Ende des 11. Jahrhunderts, stiftete Graf Walter I. von Brienne, die Kirche von Essoyes der Abtei Molesme. Neben dem Weinbau sicherten lange Zeit mehrere Mühlen die wirtschaftliche Situation des Ortes. Hinzu kam von Mitte des 17. Jahrhunderts bis Ende des 18. Jahrhunderts die Papierherstellung. Am 12. März 1763 zerstörte ein Feuer die meisten Fachwerkbauten des Ortes. Die romanische Kirche Saint-Rémi wurde 1855 abgebrochen. An ihrer Stelle entstand bis 1865 die heutige Kirche, die überwiegend durch Spenden der Unternehmerfamilie Hériot errichtet wurde. Der in Essoyes geborene Auguste Hériot begründete das Pariser Kaufhaus Grands Magasins du Louvre. Sein Sohn Olympe Hériot erwarb und erweiterte Ende des 19. Jahrhunderts das Chateau d’Essoyes. Nachdem 1936 die Gemeinde das Gebäude erwarb, sind hier heute die örtliche Schule und Ausstellungsräume untergebracht.

## Renoir in Essoyes
1885 besuchte der Maler Pierre-Auguste Renoir erstmals Essoyes, den Geburtsort seiner späteren Frau Aline Charigot. In der Folgezeit besuchte er wiederholt den Ort und wählte Motive der umgebenden Landschaft für seine Gemälde. Im Dezember 1895 erwarb er ein Haus in Essoyes und verbrachte fortan jedes Jahr mehrere Monate in der Heimat seiner Frau. Nachdem bereits 1915 seine Frau auf dem örtlichen Friedhof bestattet wurde, fand auch Renoir, der in seinem Haus in Cagnes-sur-Mer verstarb, seine letzte Ruhestätte auf dem Cimetière d’Essoyes. Renoirs Wohnhaus in Essoyes war bis zum Jahr 2012 in Familienbesitz; der Garten und das Atelier konnten besichtigt werden. Seither ist es im Besitz der Stadt und wurde in ein Museum umgewandelt, das im Jahr 2017 eröffnete.

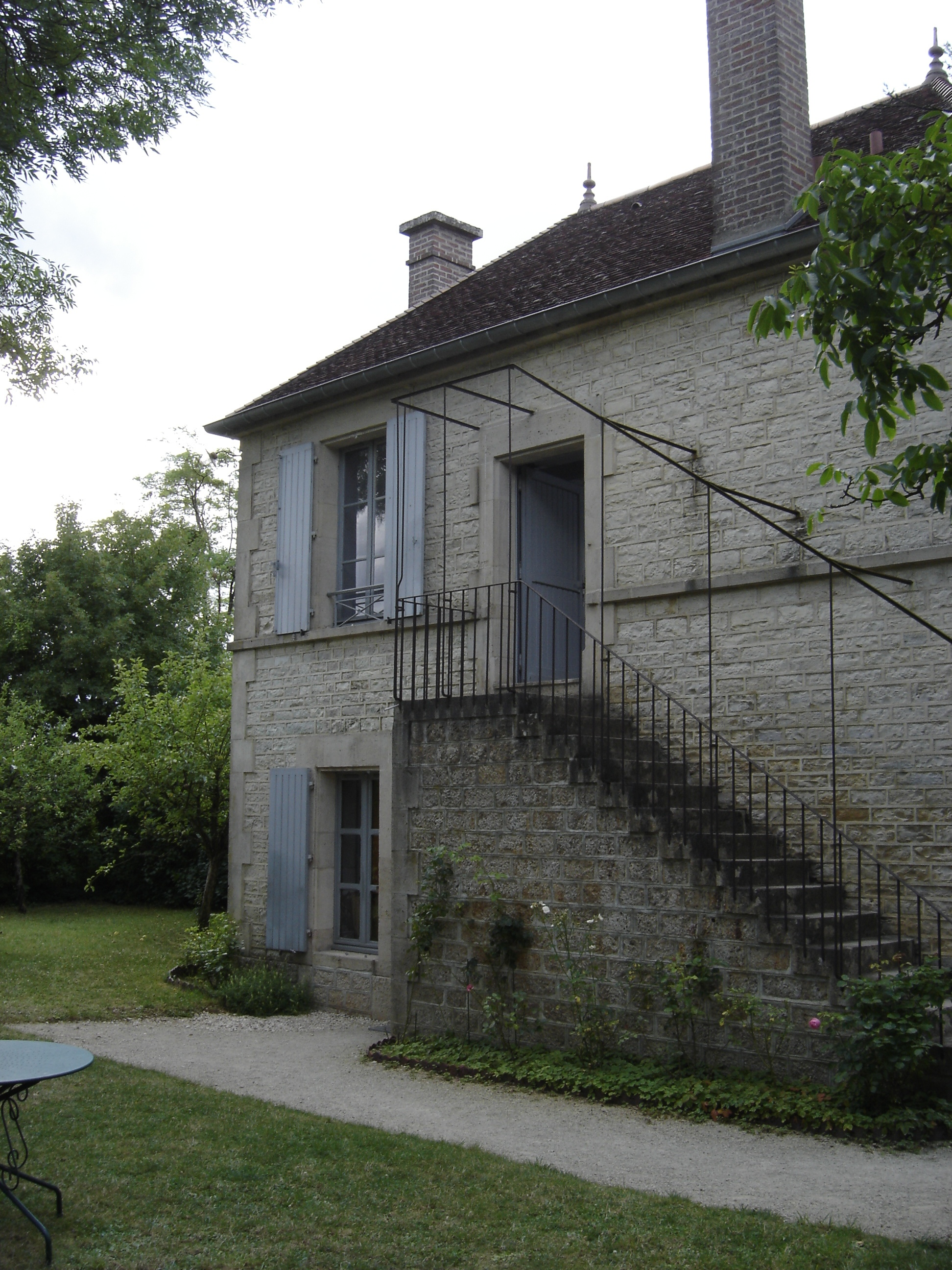
Renoirs Atelier in Essoyes
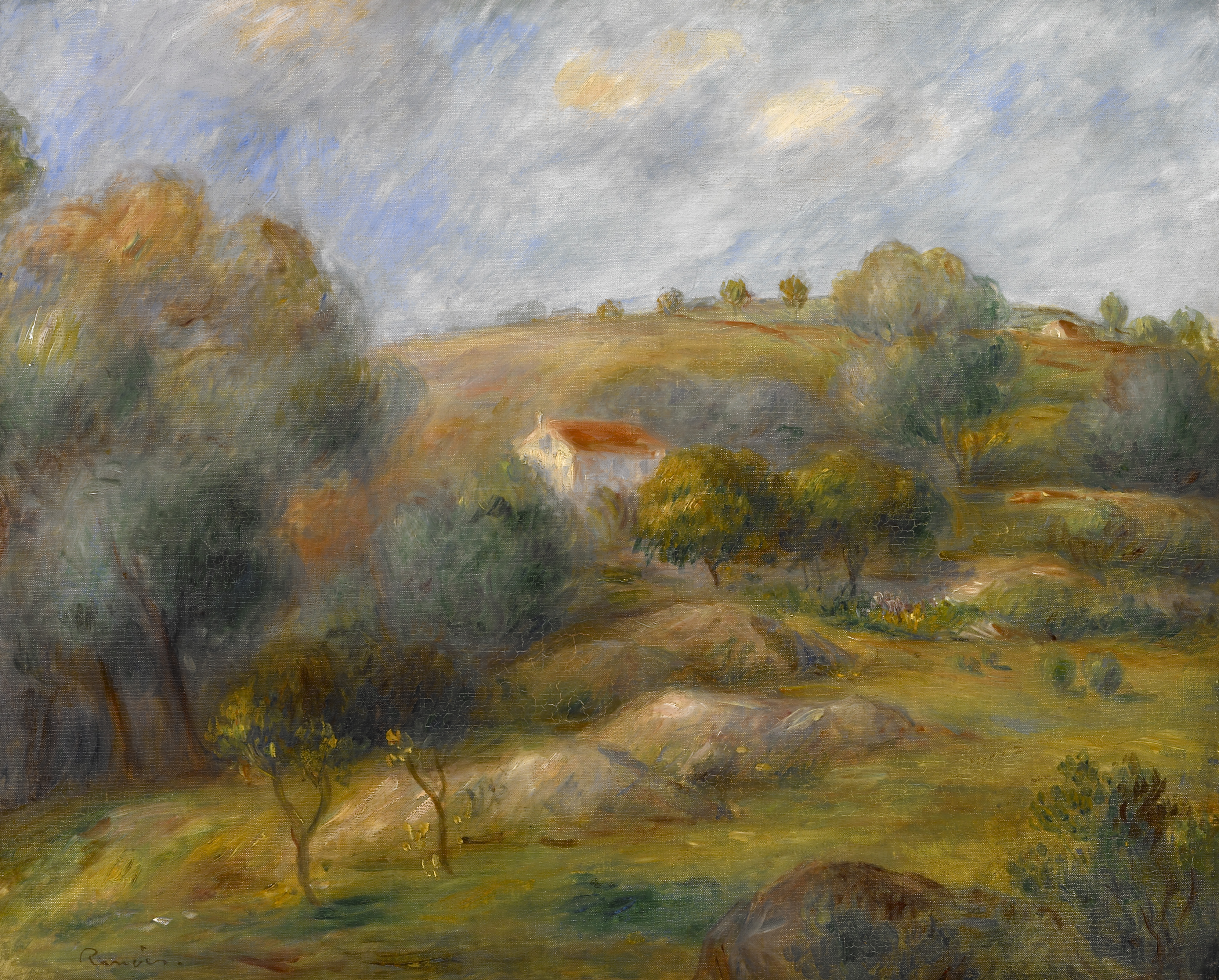
Pierre-Auguste Renoir: Frühling in Essoyes
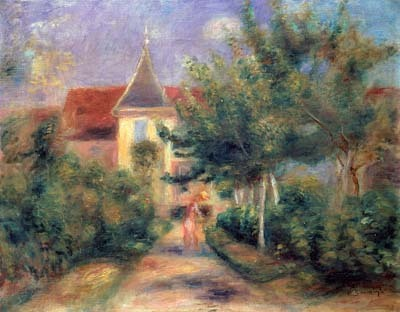
Pierre-Auguste Renoir: Renoirs Haus in Essoyes

## Sehenswürdigkeiten
Neben den Orten, an denen Renoir in Essoyes wirkte, gehört das Weinmuseum Maison de la Vigne im ehemaligen Schloss der Familie Hériot zu den touristischen Anziehungspunkten von Essoyes. Auf dem Friedhof sind außer Renoir und seiner Frau auch die beiden Söhne, der Schauspieler Pierre Renoir und der Filmregisseur Jean Renoir, bestattet. Zudem finden sich hier die Grabstätten der Unternehmerfamilie Hériot.